# Hordynia
Hordynia – wieś na Ukrainie w rejonie samborskim należącym do obwodu lwowskiego. 
Wschodnią część Hordyni stanowi dawniej odrębna wieś Siekierczyce.
W II Rzeczypospolitej wieś w powiecie samborskim w woj. lwowskim.
W 1944 nacjonaliści ukraińscy z OUN-UPA zamordowali tutaj 7 Polaków.